# Citro
Il vocabolo "citro" vien fatto comunemente derivare dal greco χύτρος (chýtros), cioè "pentola". Il collegamento con il significato di questo termine greco, che sta comunque a testimoniare l'influsso della lingua degli antichi colonizzatori spartani sul dialetto tarantino, è visto dalla fantasia popolare nella particolare struttura del citro: infatti la bocca della sorgente si apre sul fondale marino e il fiotto d'acqua dolce che ne scaturisce risale verso l'alto ribollendo per la spinta della pressione, un po' come succede all'acqua in una pentola messa a scaldarsi sul fuoco; in superficie poi il flusso ascendente va a formare un'area liquida di forma più o meno tondeggiante distinta dalle acque marine che la circondano.
Suggestiva ma poco esplorata è invece l'etimologia che vorrebbe collegare i citri tarantini con le sorgenti d'acqua calda delle Termopili, dette appunto οἱ Χύτροι, "i Chitri". In entrambi i casi la radice del termine greco χύτρος è il verbo χέω, "verso, spargo, faccio scorrere", che rimanda chiaramente alla funzione propria dei citri.
Con il termine citro, nell'area tarantina viene indicata una sorgente d'acqua dolce che sbocca dalla crosta sottomarina.

## Morfologia carsica
Lo stesso golfo di Taranto, infatti, con il Mar Grande e i due seni del Mar Piccolo, ma anche tutte le altre numerose cavità, inghiottitoi e depressioni di un vasto territorio esteso all'altopiano delle Murge sono le manifestazioni di una complessa attività carsica che, in epoche assai remote, ha dato origine alle gravine pugliesi. Gli antichi corsi d'acqua originari, oggi non più visibili in superficie, scorrono tuttora in reti idrografiche sotterranee sfociando appunto nei citri al di sotto delle acque del mar Ionio e dell'Adriatico. Già all'inizio del Novecento, descrivendo le cause e le tracce di questi fenomeni, il versatile scienziato Cosimo De Giorgi faceva riferimento "alla grande estensione delle rocce calcaree in questa zona geografica; alla grande permeabilità all'acqua di alcune di queste rocce (sabbie, argille sabbiose, sabbioni tufacei ecc.); e alle fratture in tutti i sensi nei calcari compatti. Perciò in questa contrada alla circolazione superficiale delle acque si sostituisce per tutto quella sotterranea, come nell'Istria e nel Carso".

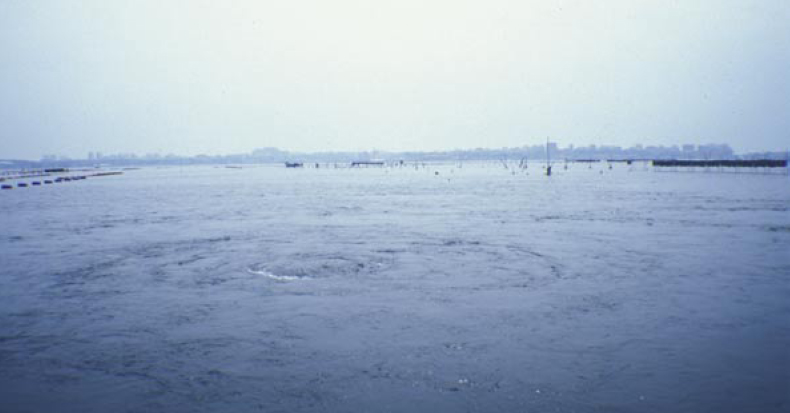
Mar Piccolo di Taranto: il vortice d'acqua superficiale che segnala la presenza di un citro sottomarino.

Nella parte settentrionale di entrambi i seni del Mar Piccolo di Taranto sono localizzate rispettivamente 20 e 14 sorgenti sottomarine, che apportano acqua dolce non potabile mescolata con acqua salmastra a contenuto variabile di sali. In corrispondenza, i fondali del Mar Piccolo, normalmente poco profondi (dai 10 ai 12 m con un massimo di 14 m nel seno più esterno, dai 6 ai 9 m con un massimo di 10 m in quello più interno), presentano fosse anche di 30 m dovute all'azione erosiva dei flussi d'acqua sorgiva. Il più ampio di questi citri, il cui vortice era visibile anche in superficie fino alla metà degli anni sessanta (salvo alcuni brevi intervalli durante la siccità dell'estate del 1927), si trova però nel Mar Grande di Taranto ed è chiamato "Anello/Citro/Occhio di San Cataldo", con riferimento da un lato alla sua forma circolare e dall'altro alla leggenda che narra come il santo irlandese (VII secolo), nel giungere a Taranto, avrebbe gettato il proprio anello pastorale in mezzo al mare per placare una tempesta e provocando così la formazione del gorgo.
La gran quantità d'acqua dolce riversata continuamente in mare dai citri tarantini in punti abbastanza circoscritti comporta sia una sensibile e costante diluizione della salinità delle acque marine circostanti, soprattutto in profondità, sia un loro altrettanto sensibile e costante raffreddamento, sia infine un maggior rimescolamento, talora vorticoso, delle acque stesse. Plinio il Vecchio potrebbe riferirsi a questi fenomeni specifici quando afferma «Et ostrea (...) gaudent dulcibus aquis et ubi plurimi influunt amnes», cioè: "le ostriche ... prosperano nelle acque dolci e dove confluiscono molte correnti". La fiorente attività di mitilicoltura attestata nel golfo di Taranto fin dall'epoca medievale renderebbe infatti plausibile l'ipotesi della pesca, se non proprio dell'allevamento, di cozze anche nelle precedenti età greca e romana.